# Limbach (Schwabach)

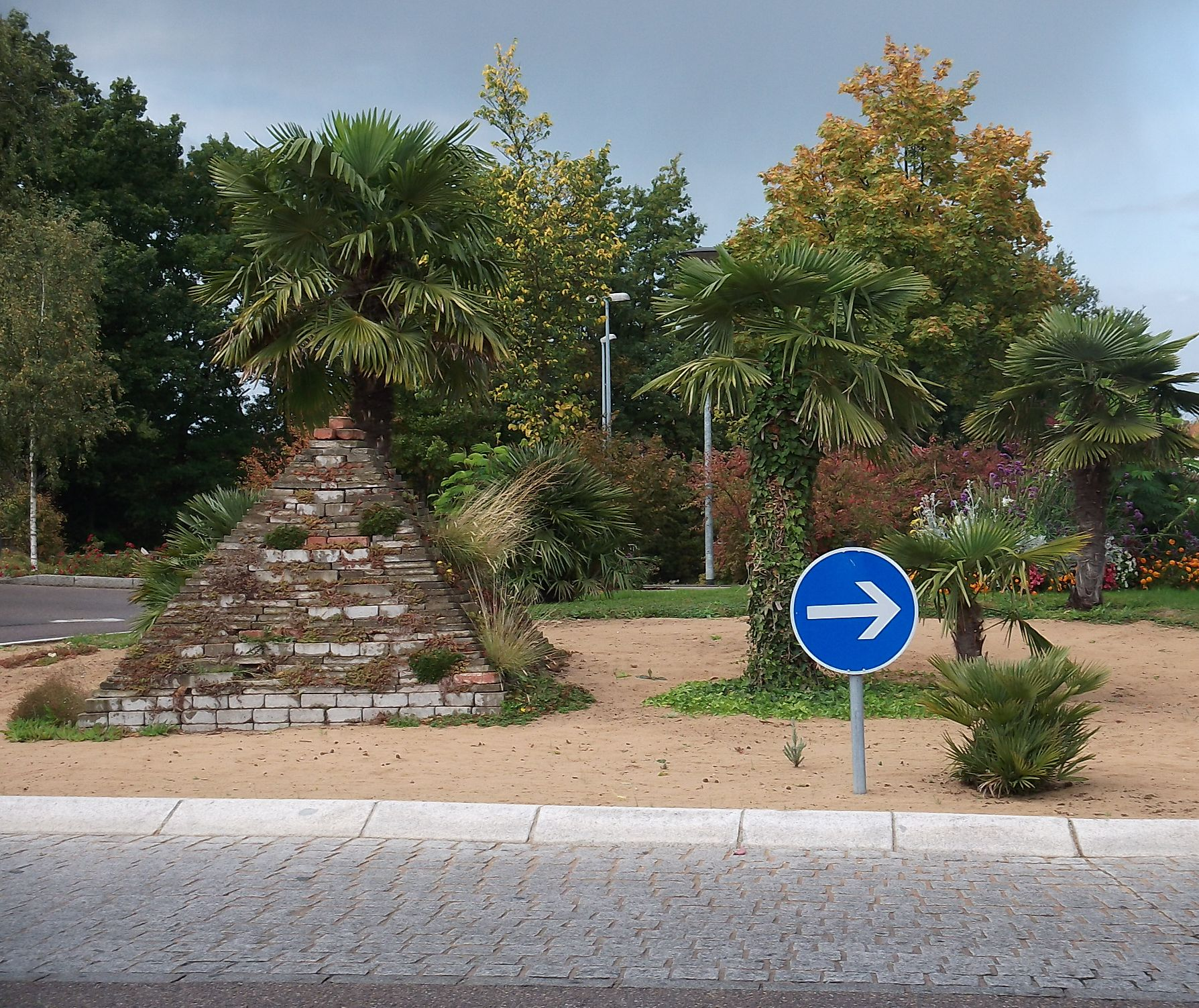
Kreisverkehr in Limbach (2011)

Limbach ([ˈlɪmˌbax] ⓘ, fränkisch: Limba) ist ein Gemeindeteil der kreisfreien Stadt Schwabach (Mittelfranken, Bayern). Limbach liegt in der Gemarkung Penzendorf.

## Geografie
Das Pfarrdorf liegt etwa zwei Kilometer nordöstlich des historischen Schwabacher Stadtkernes. Südlich fließt die Schwabach, die östlich des Ortes auf Nordlauf verschwenkt und dort von links in die Rednitz mündet. Zwei Kilometer östlich verläuft der Rhein-Main-Donau-Kanal. Im Nordwesten liegen die Flurgebiete Kuhweihergraben und Reuth, im Nordosten liegt der Kapellenberg.

## Geschichte
Limbach wurde 1239 erstmals, als zu Katzwang gehörig, unter dem Namen „Limpach“ im Heberegister des Klosters Ellwangen erwähnt. Der Ort war überwiegend am Ackerbau orientiert und ging 1296 an das Kloster Ebrach. Im ausgehenden 14. Jahrhundert wurde vom Landbau auf Vieh- und Weidewirtschaft umgestellt und gehörte herrschaftlich zum Fürstentum Ansbach. Das Bestimmungswort des ursprünglichen Gewässernamens ist linde (mhd. für sanft, zart), das Grundwort ist ach (ahd. für Bach, Fluss). Der früher nördlich des Ortes fließende Lintbach ist heute versiegt und überbaut.
Limbach lag an der Grenze zwischen den Fürstentum Ansbach und der Reichsstadt Nürnberg. 1557 wurden für das Kloster Ebrach 7 Hofstetten, 2 Huben und 1 Haus als Grundbesitz aufgelistet. 1623, während des Dreißigjährigen Krieges, wurde Schwabach erfolglos belagert. Der unbewehrte Ort Limbach wurde jedoch in dieser Zeit geplündert und niedergebrannt. Später siedelten sich österreichische Glaubensflüchtlinge dort an und bauten das Dorf wieder auf.
1732 wurden in den Oberamtsbeschreibungen von Johann Georg Vetter für Limbach 8 Anwesen genannt, von denen 3 Anwesen dem Reichen Almosen der Reichsstadt Nürnberg unterstanden und 5 Anwesen dem Amt Katzwang des Klosters Ebrach. Gegen Ende des 18. Jahrhunderts gab es in Limbach 11 Anwesen und ein Gemeindehirtenhaus. Das Hochgericht übte das brandenburg-ansbachische Oberamt Schwabach aus. Die Dorf- und Gemeindeherrschaft hatte das Amt Katzwang des Klosteramtes Ebrach inne. Grundherren waren das Landesalmosenamt (1 Ganzhof mit Gastwirtschaft, 2 Halbhöfe) und das Amt Katzwang (6 Ganzhöfe, 1 Dreiviertelhof, 1 Gütlein). 1801 gab es im Ort weiterhin 11 Anwesen.
Von 1797 bis 1808 unterstand der Ort dem Justiz- und Kammeramt Schwabach. Im Rahmen des Gemeindeedikts wurde 1808 Limbach dem Steuerdistrikt Katzwang (II. Sektion) und der 1818 gebildeten Ruralgemeinde Penzendorf zugeordnet. Das bayerische Urkataster zeigt Limbach in den 1810er Jahren als ein Haufendorf mit zwölf Herdstellen und einem kleinen Weiher. Die Ludwig-Süd-Nord-Bahn erreichte 1849 den Ort und brachte ihm wirtschaftlichen Aufschwung und einigen Wohlstand; die Agrarerzeugnisse konnten einfacher zu den Märkten transportiert werden, im Gegenzug wurden Kohle und Eisenwaren importiert. Die Elektrifizierung des Ortes erfolgte 1914.
Im Zweiten Weltkrieg wurde Limbach in der Nacht zum 28. August 1943 bei einem Luftangriff der britischen Luftwaffe getroffen und brannte größtenteils nieder. Historische Bausubstanz blieb keine erhalten.
Am 1. Januar 1956 wurde Limbach in die kreisfreie Stadt Schwabach umgegliedert und erhielt zusätzlich zu den eigenen Brunnen einen Anschluss an die Ferntrinkwasserversorgung.
Mit dem in den 1950er Jahren einsetzenden Bauboom wurde die Landwirtschaft allmählich aufgegeben. Die ehemals etwa fünf Hektar große Siedlungsfläche des Ortes hat sich seither auf etwa 70 ha ausgedehnt. Es überwiegt Eigenheim- und dichte Wohnbebauung (Reihenhäuser), nur ganz im Süden ist ein kleines Gewerbegebiet entstanden. Im Westen ist Limbach mit dem Siedlungsgebiet Schwabachs zusammengewachsen, im Norden mit dem Katzwangs und zählt heute zum Speckgürtel des Nürnberger Ballungsraumes.

## Einwohnerentwicklung
| Jahr      | 001818 | 001840 | 001861 | 001871 | 001885 | 001900 | 001925 | 001950 | 001961 | 001970 | 001987 | 002017 | 002020 |
| Einwohner | 110    | 84     | 113    | 122    | 115    | 120    | 128    | 756    | 1209   | 1705   | 2841   | 3443   | 3479   |
| Häuser    | 18     | 12     |        |        | 15     | 18     | 24     | 95     | 217    |        | 822    |        |        |
| Quelle    | [ 16 ] | [ 17 ] | [ 18 ] | [ 19 ] | [ 20 ] | [ 21 ] | [ 22 ] | [ 23 ] | [ 24 ] | [ 25 ] | [ 26 ] | [ 27 ] | [ 1 ]  |

## Religion
Der Ort ist seit der Reformation evangelisch-lutherisch geprägt und war ursprünglich nach Unsere Liebe Frau (Katzwang) gepfarrt, seit den 1950er Jahren waren sie in die Stadtkirche St. Johannes und St. Martin (Schwabach) gepfarrt. Seit 1997 gibt es einen Neubau der Gethsemanekirche, der die alte Kirche in Limbach ersetzt. Die Katholiken sind nach St. Sebald (Schwabach) gepfarrt.

## Verkehr
- Gemeindestraßen erschließen Limbach zum Ortskern, den Nachbarorten und zu den Staatsstraßen St 2239 und 2407 hin. Bei Penzendorf bestehen Auffahrtsmöglichkeiten zur Bundesstraße 2 und der Bundesautobahn 6.
- Der Haltepunkt Schwabach-Limbach an der Bahnstrecke Nürnberg–Roth wird von der Linie S 2 (Roth–Nürnberg–Hartmannshof) der S-Bahn Nürnberg bedient.[30]
- Der ÖPNV bedient Limbach mit den VGN-Linien 664 und 665. Es bestehen regelmäßige Verbindungen nach Schwabach.